# Hayder Shkara
Hayder Shkara (Auburn, 21 maggio 1990) è un taekwondoka australiano che ha rappresentato l'Australia ai Giochi olimpici di Rio de Janeiro 2016.